# Nati nel 1992/Dicembre
| Questa pagina contiene informazioni ricavate automaticamente dalle voci biografiche con l'ausilio del template Bio e di un bot. L'aggiornamento è periodico e automatico e ricostruisce completamente la pagina. Se manca una persona in questa lista, sei pregato di non aggiungerla, ma accertati piuttosto che la sua voce biografica contenga il template Bio e che i dati anagrafici siano correttamente compilati. Se il template Bio manca, inseriscilo tu stesso o, in alternativa, metti l'avviso {{tmp\|Bio}} che ne segnala la mancanza. Se i dati riportati sono sbagliati, correggi direttamente la voce biografica; le modifiche saranno visibili in questa lista entro pochi giorni. Per chiarimenti vedi il progetto biografie. La lista contiene solo le 443 persone che sono citate nell'enciclopedia e per le quali è stato implementato correttamente il template Bio. Pagina aggiornata al 18 ago 2025. |

- 1º dicembre - Masahudu Alhassan, calciatore ghanese
- 1º dicembre - Javier Báez, giocatore di baseball portoricano
- 1º dicembre - Kharlton Belmar, ex calciatore grenadino
- 1º dicembre - Quentin Bigot, martellista francese
- 1º dicembre - Sara Carrara, pallavolista italiana
- 1º dicembre - Linos Chrysikopoulos, cestista greco
- 1º dicembre - Andrea Giarrizzo, politico italiano
- 1º dicembre - Marco van Ginkel, calciatore olandese
- 1º dicembre - Lee Grace, calciatore irlandese
- 1º dicembre - Federico Lanzillota, calciatore argentino
- 1º dicembre - Ganiu Ogungbe, calciatore nigeriano
- 1º dicembre - Gary Payton, cestista statunitense
- 1º dicembre - Caleb Shomo, cantautore, polistrumentista e produttore discografico statunitense
- 1º dicembre - William St-Germain, sciatore alpino canadese
- 1º dicembre - Ewerton, calciatore brasiliano
- 2 dicembre - Mahmoud Abdel Aati, calciatore egiziano
- 2 dicembre - Hovhannes Bachkov, pugile armeno
- 2 dicembre - Sim Bhullar, cestista canadese
- 2 dicembre - Carlos Calvo Beristain, ex calciatore messicano
- 2 dicembre - César Falletti, calciatore uruguaiano
- 2 dicembre - Franco Giorgetti, cestista argentino
- 2 dicembre - Eglentin Gjoni, calciatore albanese
- 2 dicembre - Massadio Haïdara, calciatore francese
- 2 dicembre - Abdelrahman Hesham, scacchista egiziano
- 2 dicembre - Melissa Lotholz, bobbista e ex velocista canadese
- 2 dicembre - Salvatore Parrillo, cestista italiano
- 2 dicembre - Luke Rhodes, giocatore di football americano statunitense
- 2 dicembre - Déborah Rodríguez, ostacolista e mezzofondista uruguaiana
- 2 dicembre - Ángel Leonardo Rodríguez Güelmo, calciatore uruguaiano
- 2 dicembre - Gary Sánchez, giocatore di baseball dominicano
- 2 dicembre - Gregor Traber, ostacolista tedesco
- 2 dicembre - Zlatko Tripić, calciatore norvegese
- 2 dicembre - József Windecker, calciatore ungherese
- 2 dicembre - Domantas Šeškus, cestista lituano
- 3 dicembre - Daniel Abt, ex pilota automobilistico tedesco
- 3 dicembre - Pablo Burzio, calciatore argentino
- 3 dicembre - Cristian Ceballos, ex calciatore spagnolo
- 3 dicembre - Eli Dasa, calciatore israeliano
- 3 dicembre - Josh Doctson, giocatore di football americano statunitense
- 3 dicembre - Rəşad Eyyubov, ex calciatore azero
- 3 dicembre - Máté Gecser, giocatore di football americano ungherese
- 3 dicembre - Aamito Lagum, attrice e modella ugandese
- 3 dicembre - Joaquín Noy, calciatore uruguaiano
- 3 dicembre - Raffaele Rotondo, pallanuotista italiano
- 3 dicembre - Nicolás Sarmiento, giocatore di calcio a 5 argentino
- 3 dicembre - Ayanleh Souleiman, mezzofondista gibutiano
- 3 dicembre - Justyna Święty, velocista polacca
- 3 dicembre - Nika Zorjan, cantante slovena
- 4 dicembre - Ryan Anderson, ex cestista statunitense
- 4 dicembre - Daniele Cavazzani, triplista italiano
- 4 dicembre - Keron DeShields, cestista statunitense
- 4 dicembre - Harry Hains, attore, modello e musicista australiano († 2020)
- 4 dicembre - Derrick Jones, giocatore di football americano statunitense
- 4 dicembre - Jin, cantante e paroliere sudcoreano
- 4 dicembre - Federica Moroni, calciatrice italiana
- 4 dicembre - Joe Musgrove, giocatore di baseball statunitense
- 4 dicembre - Līna Mūze, giavellottista lettone
- 4 dicembre - Loïc Schwartz, cestista belga
- 4 dicembre - Aigars Šķēle, cestista lettone
- 4 dicembre - Blake Snell, giocatore di baseball statunitense
- 4 dicembre - Venerus, cantautore, produttore discografico e polistrumentista italiano
- 5 dicembre - Knute Johnsgaard, ex fondista canadese
- 5 dicembre - Denzel Perryman, giocatore di football americano statunitense
- 5 dicembre - Carlos Pomares, calciatore spagnolo
- 5 dicembre - Ángel Rodríguez Tricoche, cestista portoricano
- 6 dicembre - Mustafa Karshoum, calciatore sudanese
- 6 dicembre - Jeppe Andersen, calciatore danese
- 6 dicembre - Viktor Antipin, hockeista su ghiaccio russo
- 6 dicembre - Britt Assombalonga, calciatore congolese (Repubblica Democratica del Congo)
- 6 dicembre - Cameron Beaubier, pilota motociclistico statunitense
- 6 dicembre - Lilian Calmejane, ex ciclista su strada francese
- 6 dicembre - Dominik Glavina, calciatore croato
- 6 dicembre - Iker Guarrotxena, calciatore spagnolo
- 6 dicembre - Holly Jackson, scrittrice britannica
- 6 dicembre - Aleksandar Jovanović, calciatore serbo
- 6 dicembre - Birsent Karagaren, calciatore bulgaro
- 6 dicembre - Johnny Manziel, giocatore di football americano statunitense
- 6 dicembre - Aleksandar Marelja, cestista serbo
- 6 dicembre - Marta Páleníková, ex cestista slovacca
- 6 dicembre - Artem Suchoc'kyj, calciatore ucraino
- 6 dicembre - Oliver Turton, calciatore inglese
- 6 dicembre - Yang Hak-seon, ginnasta sudcoreano
- 6 dicembre - Kamran Şahsuvarlı, pugile azero
- 7 dicembre - Filippo Agostini, pallanuotista italiano
- 7 dicembre - Sfera Ebbasta, rapper italiano
- 7 dicembre - Sean Couturier, hockeista su ghiaccio canadese
- 7 dicembre - Nejc Dežman, ex saltatore con gli sci sloveno
- 7 dicembre - Fran García, calciatore spagnolo
- 7 dicembre - Giuseppe Montello, fondista e biatleta italiano
- 7 dicembre - Lev Mosin, velocista russo
- 7 dicembre - Fabien Ourega, calciatore francese
- 7 dicembre - Damián Schmidt, ex calciatore argentino
- 7 dicembre - Arlenis Sierra, ciclista su strada e pistard cubana
- 7 dicembre - Alemão, calciatore brasiliano
- 8 dicembre - Hadji Barry, calciatore guineano
- 8 dicembre - Jurij Borisov, attore russo
- 8 dicembre - Almog Buzaglo, calciatore israeliano
- 8 dicembre - Edwin Cardona, calciatore colombiano
- 8 dicembre - Siroch Chatthong, calciatore thailandese
- 8 dicembre - Esther González, calciatrice spagnola
- 8 dicembre - Aleksandăr Kolev, calciatore bulgaro
- 8 dicembre - Moritz Leitner, ex calciatore tedesco
- 8 dicembre - Vanda Lukács, tennista ungherese
- 8 dicembre - Dennis Nawrocki, cestista tedesco
- 8 dicembre - Jordan Nobbs, calciatrice britannica
- 8 dicembre - Stanley Okoro, ex calciatore nigeriano
- 8 dicembre - Stas Pokatılov, calciatore kazako
- 8 dicembre - Connor Roberts, calciatore gallese
- 8 dicembre - Mario Seidl, combinatista nordico austriaco
- 8 dicembre - Katie Stevens, attrice e cantante statunitense
- 8 dicembre - Benoît Valentin, ex sciatore freestyle francese
- 8 dicembre - Amos Youga, calciatore francese
- 9 dicembre - Ørjan Heiberg, ex giocatore di calcio a 5, ex calciatore e allenatore di calcio norvegese
- 9 dicembre - Sarah Hirini, rugbista a 15 neozelandese
- 9 dicembre - Jonathan Holmes, cestista statunitense
- 9 dicembre - Ruphin Kayembe, cestista della Repubblica Democratica del Congo
- 9 dicembre - Maksym Koval', calciatore ucraino
- 9 dicembre - Milan Lalkovič, calciatore slovacco
- 9 dicembre - Jonathan Maier, cestista tedesco
- 9 dicembre - Nick Moore, giocatore di football americano statunitense
- 9 dicembre - Lukáš Pauschek, calciatore slovacco
- 9 dicembre - Yoshiaki Takagi, calciatore giapponese
- 9 dicembre - Saori Takahashi, pallavolista giapponese
- 9 dicembre - Karl-Johan Westberg, fondista svedese
- 10 dicembre - Bashkim Ajdini, calciatore kosovaro
- 10 dicembre - Henry Anderson, giocatore di football americano statunitense
- 10 dicembre - Emanuele Bruno, judoka italiano
- 10 dicembre - Anthony Chickillo, ex giocatore di football americano statunitense
- 10 dicembre - Aliou Coly, calciatore senegalese
- 10 dicembre - Deepak Devrani, calciatore indiano
- 10 dicembre - Darcie Dolce, attrice pornografica statunitense
- 10 dicembre - Matt Jones, giocatore di football americano statunitense
- 10 dicembre - Majok Majok, cestista sudsudanese
- 10 dicembre - Ty Montgomery, giocatore di football americano statunitense
- 10 dicembre - Melissa Roxburgh, attrice e modella canadese
- 10 dicembre - Steve Zack, cestista statunitense
- 11 dicembre - Tiffany Alvord, musicista, cantautrice e cantante statunitense
- 11 dicembre - Jacoby Brissett, giocatore di football americano statunitense
- 11 dicembre - Malcolm Brogdon, cestista statunitense
- 11 dicembre - Elif, cantante tedesca
- 11 dicembre - Jonna Fraser, rapper olandese
- 11 dicembre - Andre Hollins, ex cestista statunitense
- 11 dicembre - Ivana Hong, ex ginnasta statunitense
- 11 dicembre - Enej Jelenič, calciatore sloveno
- 11 dicembre - Jan Klobučar, pallavolista sloveno
- 11 dicembre - Christophe Laporte, ciclista su strada francese
- 11 dicembre - Kyrian Nwabueze, calciatore statunitense
- 11 dicembre - Dovydas Redikas, cestista lituano
- 11 dicembre - Matthew Seifert, pallavolista statunitense
- 11 dicembre - Gen Shōji, calciatore giapponese
- 11 dicembre - Michał Sokołowski, cestista polacco
- 11 dicembre - Galal Yafai, pugile britannico
- 11 dicembre - Katrín Ásbjörnsdóttir, calciatrice islandese
- 12 dicembre - Ramón Azeez, ex calciatore nigeriano
- 12 dicembre - Eldis Bajrami, calciatore austriaco
- 12 dicembre - Mutaro Embalo, ex calciatore guineense
- 12 dicembre - Kubilay Cakici, lottatore tedesco
- 12 dicembre - Chen Ruolin, ex tuffatrice cinese
- 12 dicembre - Fousseny Coulibaly, calciatore ivoriano
- 12 dicembre - Marco Djuričin, calciatore austriaco
- 12 dicembre - Douwe Bob, cantautore, musicista e chitarrista olandese
- 12 dicembre - Andreas Gianniōtīs, calciatore greco
- 12 dicembre - Paul Lonyagata, mezzofondista e maratoneta keniota
- 12 dicembre - Félix Maritaud, attore cinematografico francese
- 12 dicembre - Gëzim Morina, cestista kosovaro
- 12 dicembre - Dionísio Fernandes Mendes, ex calciatore guineense
- 12 dicembre - Leroy Oehlers, ex calciatore olandese
- 12 dicembre - Amarachi Okoronkwo, calciatrice nigeriana
- 12 dicembre - Chiara Poeta, calciatrice italiana
- 12 dicembre - Gianmarco Saurino, attore italiano
- 12 dicembre - Teni, cantante nigeriana
- 13 dicembre - Matthijs Büchli, pistard olandese
- 13 dicembre - Jon Ander Insausti, ex ciclista su strada e ciclocrossista spagnolo
- 13 dicembre - Mizuho Kato, calciatrice giapponese
- 13 dicembre - Bruno Martignoni, calciatore svizzero
- 13 dicembre - Andrea Radonjić, modella montenegrina
- 13 dicembre - Marc Rochester Sørensen, calciatore danese
- 13 dicembre - Gjelbrim Tahipi, calciatore albanese
- 13 dicembre - Roméo Elvis, rapper belga
- 13 dicembre - Jordan Williams, calciatore inglese
- 14 dicembre - Marina Agoues, calciatrice spagnola
- 14 dicembre - Jairus Birech, siepista keniota
- 14 dicembre - Nicklas Frenderup, ex calciatore danese
- 14 dicembre - Tre' Jackson, giocatore di football americano statunitense
- 14 dicembre - Ben Kanute, triatleta statunitense
- 14 dicembre - Tori Kelly, cantautrice e attrice statunitense
- 14 dicembre - Ryō Miyaichi, calciatore giapponese
- 14 dicembre - Andrew Smith, cestista statunitense
- 14 dicembre - Claudia Traisac, attrice spagnola
- 14 dicembre - Svilen Šterev, calciatore bulgaro
- 15 dicembre - Slavko Bralić, calciatore croato
- 15 dicembre - Salvatore Caruso, ex tennista italiano
- 15 dicembre - Federico Castellanos, calciatore uruguaiano
- 15 dicembre - Zouleiha Abzetta Dabonne, judoka ivoriana
- 15 dicembre - Famara Diedhiou, calciatore senegalese
- 15 dicembre - Jesse Lingard, calciatore inglese
- 15 dicembre - Maximiliano Meza, calciatore argentino
- 15 dicembre - Marika Pertachija, sciatrice freestyle russa
- 15 dicembre - Alex Telles, calciatore brasiliano
- 15 dicembre - Yakov Yan Toumarkin, nuotatore israeliano
- 15 dicembre - Marten Van Riel, triatleta belga
- 16 dicembre - Andrea Coali, pallavolista italiano
- 16 dicembre - Lidor Cohen, calciatore israeliano
- 16 dicembre - Regian Eersel, kickboxer e thaiboxer surinamese
- 16 dicembre - Ulrikke Eikeri, tennista norvegese
- 16 dicembre - Akito Fukumori, calciatore giapponese
- 16 dicembre - Chris Garia, velocista e giocatore di baseball olandese
- 16 dicembre - Jarran Reed, giocatore di football americano statunitense
- 16 dicembre - Giannīs Kōtsiras, calciatore greco
- 16 dicembre - Lieke Martens, calciatrice olandese
- 16 dicembre - Gonzalo Menéndez, ex calciatore argentino
- 16 dicembre - Youssouf Niakaté, calciatore maliano
- 16 dicembre - Lawrence Okolie, pugile inglese
- 16 dicembre - Felipe Oliveira, giocatore di calcio a 5 brasiliano
- 16 dicembre - Pietro Perdichizzi, calciatore belga
- 16 dicembre - Tom Rogić, ex calciatore e ex giocatore di calcio a 5 australiano
- 16 dicembre - Anri Sakura, modella giapponese
- 16 dicembre - Gabriele Spizzichini, cestista italiano
- 16 dicembre - Steeve Yago, calciatore burkinabé
- 16 dicembre - Ayşegül Çoban, ex sollevatrice turca
- 17 dicembre - Jhonatan Agudelo, calciatore colombiano
- 17 dicembre - Quinton De Kock, crickettista sudafricano
- 17 dicembre - Alex Dujshebaev, pallamanista spagnolo
- 17 dicembre - Guessouma Fofana, calciatore mauritano
- 17 dicembre - Jordan Garrett, attore statunitense
- 17 dicembre - Ludovica Guidi, pallavolista italiana
- 17 dicembre - Buddy Hield, cestista bahamense
- 17 dicembre - Lood de Jager, rugbista a 15 sudafricano
- 17 dicembre - Artem Kačanovs'kyj, goista ucraino
- 17 dicembre - Thomas Law, attore britannico
- 17 dicembre - Andrew Nabbout, calciatore australiano
- 17 dicembre - Hélène Parisot, velocista francese
- 17 dicembre - Abdón Prats, calciatore spagnolo
- 17 dicembre - Airi Shimizu, personaggio televisivo, modella e attrice giapponese
- 17 dicembre - Young Nudy, rapper statunitense
- 17 dicembre - Issah Yakubu, calciatore ghanese
- 18 dicembre - Rudy Barbier, ciclista su strada francese
- 18 dicembre - Marissa Brandt, hockeista su ghiaccio sudcoreana
- 18 dicembre - Jabari Brown, ex cestista statunitense
- 18 dicembre - Adam Cieślar, combinatista nordico polacco
- 18 dicembre - Ryan Crouser, pesista statunitense
- 18 dicembre - DaVaris Daniels, giocatore di football americano statunitense
- 18 dicembre - Samantha Dirks, velocista beliziana
- 18 dicembre - Kristen Faulkner, ciclista su strada e pistard statunitense
- 18 dicembre - Connor Goldson, calciatore inglese
- 18 dicembre - Pablo Diogo, calciatore brasiliano
- 18 dicembre - Gabriel Lüchinger, calciatore svizzero
- 18 dicembre - Claudia Mauri, calciatrice italiana
- 18 dicembre - Bridgit Mendler, imprenditrice statunitense
- 18 dicembre - Jabulani Ncobeni, calciatore sudafricano
- 18 dicembre - Allan Ottey, calciatore giamaicano
- 18 dicembre - Pedro Henrique, calciatore brasiliano
- 18 dicembre - Marc Rochat, sciatore alpino svizzero
- 18 dicembre - Rashid Sumaila, calciatore ghanese
- 18 dicembre - Nick Zeisloft, ex cestista statunitense
- 19 dicembre - Bright Addae, calciatore ghanese
- 19 dicembre - Boris Berian, mezzofondista statunitense
- 19 dicembre - Gojko Cimirot, calciatore e ex giocatore di calcio a 5 bosniaco
- 19 dicembre - Mathias Gallo Cassarino, thaiboxer italiano
- 19 dicembre - Eni Imami, calciatore albanese
- 19 dicembre - Tyler Kalinoski, cestista statunitense
- 19 dicembre - Ferdinand Karapetian, judoka armeno
- 19 dicembre - Kelvin Madzongwe, calciatore zimbabwese
- 19 dicembre - Iván Mancía, calciatore salvadoregno
- 19 dicembre - Iker Muniain, allenatore di calcio e ex calciatore spagnolo
- 19 dicembre - Jack Price, calciatore inglese
- 19 dicembre - Laldanmawia Ralte, calciatore indiano
- 19 dicembre - Carmelo Rodriguez, calciatore americo-verginiano
- 19 dicembre - Nasser Saleh, attore spagnolo
- 19 dicembre - Myron Samuel, calciatore sanvincentino
- 19 dicembre - Matt Tiby, cestista statunitense
- 19 dicembre - Ishmael Wadi, calciatore zimbabwese
- 20 dicembre - Segun Adeniyi, calciatore nigeriano
- 20 dicembre - Adut Bulgak, cestista sudsudanese
- 20 dicembre - Loïs Diony, calciatore francese
- 20 dicembre - Kyaw Ko Ko, calciatore birmano
- 20 dicembre - Hayal Köseoğlu, attrice e cantante turca
- 20 dicembre - Lee Se-young, attrice sudcoreana
- 20 dicembre - Gorka Luariz, calciatore spagnolo
- 20 dicembre - Ksenija Makarova, ex pattinatrice artistica su ghiaccio russa
- 20 dicembre - Pedro Filipe Barbosa Moreira, calciatore portoghese
- 20 dicembre - Aaron Ripkowski, giocatore di football americano statunitense
- 20 dicembre - D'Vauntes Smith-Rivera, ex cestista statunitense
- 20 dicembre - Azie Tesfai, attrice statunitense
- 20 dicembre - Mariano Vázquez, calciatore argentino
- 20 dicembre - Maarouf Yussuf, calciatore nigeriano
- 20 dicembre - Marcel Ziegl, ex calciatore austriaco
- 20 dicembre - Martin Čater, sciatore alpino sloveno
- 21 dicembre - Alexander Arnold, attore britannico
- 21 dicembre - Ha Ha Clinton-Dix, giocatore di football americano statunitense
- 21 dicembre - David Gomis, calciatore francese
- 21 dicembre - Alex Gruber, ex slittinista italiano
- 21 dicembre - Kristian Joensen, calciatore faroese
- 21 dicembre - Daniel Kartheininger, pilota motociclistico tedesco
- 21 dicembre - Michael Kolář, ex ciclista su strada slovacco
- 21 dicembre - Bojan Letić, calciatore bosniaco
- 21 dicembre - Cameron Lindsay, calciatore neozelandese
- 21 dicembre - Sheldon Mac, cestista statunitense
- 21 dicembre - Guy Melamed, calciatore israeliano
- 21 dicembre - Luka Milunović, calciatore serbo
- 21 dicembre - Maria Demencia Morales, pallavolista statunitense
- 21 dicembre - Isobel Pooley, ex altista britannica
- 21 dicembre - Shannon Scott, cestista statunitense
- 21 dicembre - Gadji Tallo, calciatore ivoriano
- 21 dicembre - Jeffrey Vanan, velocista surinamese
- 22 dicembre - Emeka Christian Eze, calciatore nigeriano
- 22 dicembre - Patrick Friday Eze, calciatore nigeriano
- 22 dicembre - Mélanie Henique, nuotatrice francese
- 22 dicembre - Nick Johnson, cestista statunitense
- 22 dicembre - Shioli Kutsuna, attrice australiana
- 22 dicembre - Tyaunna Marshall, cestista statunitense
- 22 dicembre - Tyler Matakevich, giocatore di football americano statunitense
- 22 dicembre - Moonbyul, rapper, cantante e ballerina sudcoreana
- 22 dicembre - Yūji Ono, calciatore giapponese
- 22 dicembre - Dita Rozenberga, ex cestista lettone
- 22 dicembre - Muchammad Sultonov, calciatore russo
- 22 dicembre - Russell Teibert, ex calciatore canadese
- 22 dicembre - Michail Zalomin, ginnasta russo
- 23 dicembre - Mario Barco, calciatore spagnolo
- 23 dicembre - Enzo Corvi, hockeista su ghiaccio svizzero
- 23 dicembre - Spencer Daniels, attore statunitense
- 23 dicembre - Fran Guerra, cestista spagnolo
- 23 dicembre - Fabian Halbig, musicista e attore tedesco
- 23 dicembre - Myke Henry, cestista statunitense
- 23 dicembre - Tessel Middag, calciatrice olandese
- 23 dicembre - Ebere Orji, calciatrice nigeriana
- 23 dicembre - Kendrick Perry, cestista statunitense
- 23 dicembre - Ri Hyon-song, calciatore nordcoreano
- 23 dicembre - Oscar Riesebeek, ciclista su strada olandese
- 23 dicembre - Mbwana Samatta, calciatore tanzaniano
- 23 dicembre - Jeff Schlupp, calciatore tedesco
- 23 dicembre - Honorata Skarbek, cantante polacca
- 23 dicembre - Leon Wessel-Masannek, attore tedesco
- 23 dicembre - Rocco van Rooyen, giavellottista sudafricano
- 24 dicembre - Davante Adams, giocatore di football americano statunitense
- 24 dicembre - Nima Alamian, tennistavolista iraniano
- 24 dicembre - Serge Aurier, calciatore ivoriano
- 24 dicembre - Michel Babatunde, calciatore nigeriano
- 24 dicembre - Anna Beninati, sciatrice alpina statunitense
- 24 dicembre - Brian Brown, calciatore giamaicano
- 24 dicembre - Salim Cissé, calciatore guineano
- 24 dicembre - Peppe, fumettista italiano
- 24 dicembre - Mohammed Fatau, calciatore ghanese
- 24 dicembre - P.J. Hairston, ex cestista statunitense
- 24 dicembre - Maksym Malyšev, ex calciatore ucraino
- 24 dicembre - Dhurata Dora, cantante kosovara
- 24 dicembre - Darren Till, artista marziale misto, pugile e ex kickboxer britannico
- 24 dicembre - Virna Toppi, danzatrice italiana
- 25 dicembre - Abdullah Al-Hafith, calciatore saudita
- 25 dicembre - Connor De Phillippi, pilota automobilistico statunitense
- 25 dicembre - Marios Dīmītriou, calciatore cipriota
- 25 dicembre - Chad Jeffries, giocatore di football americano statunitense
- 25 dicembre - Rachel Keller, attrice statunitense
- 25 dicembre - Emmanuel Okwi, calciatore ugandese
- 25 dicembre - Ogenyi Onazi, calciatore nigeriano
- 25 dicembre - Emmanuel Simon, calciatore papuano
- 25 dicembre - Şəhriyar Əliyev, calciatore azero
- 26 dicembre - Bernard Agele, ex calciatore sudsudanese
- 26 dicembre - Christian De Dionigi, ex canoista italiano
- 26 dicembre - James Ha, ex calciatore inglese
- 26 dicembre - Thiadric Hansen, giocatore di football americano tedesco
- 26 dicembre - Jade, cantante britannica
- 26 dicembre - Arkadiusz Kułynycz, lottatore polacco
- 26 dicembre - Rodrigo Alves Soares, calciatore brasiliano
- 26 dicembre - Wang Hao, tuffatrice cinese
- 26 dicembre - Byron Wesley, cestista statunitense
- 27 dicembre - Breon Allen, ex giocatore di football americano e allenatore di football americano statunitense
- 27 dicembre - Femi Balogun, calciatore nigeriano
- 27 dicembre - Ryan Boatright, cestista statunitense
- 27 dicembre - Pascal Eisele, lottatore tedesco
- 27 dicembre - Youssef El Jebli, calciatore olandese
- 27 dicembre - Vanėsa Kaladzinskaja, lottatrice bielorussa
- 27 dicembre - Micky Kyei, giocatore di football americano finlandese
- 27 dicembre - Paul Onobi, calciatore nigeriano
- 27 dicembre - Nicolás Pelaitay, calciatore argentino
- 27 dicembre - Yuka Sakazaki, wrestler giapponese
- 27 dicembre - Maicel Uibo, multiplista estone
- 27 dicembre - Miljan Vukadinović, calciatore serbo
- 28 dicembre - Héctor Castellanos, calciatore honduregno
- 28 dicembre - Lucas Cavallini, calciatore canadese
- 28 dicembre - Christoffer Faarup, ex sciatore alpino danese
- 28 dicembre - Mattia Finotto, calciatore italiano
- 28 dicembre - Pilar Fogliati, attrice italiana
- 28 dicembre - Henry Figueroa, calciatore honduregno
- 28 dicembre - Gordi, cantautrice australiana
- 28 dicembre - Tomáš Jurčo, hockeista su ghiaccio slovacco
- 28 dicembre - César Henrique Martins, calciatore brasiliano
- 28 dicembre - Leonardo Navacchio, calciatore brasiliano
- 28 dicembre - Sheryl Rubio, attrice, cantante e modella venezuelana
- 28 dicembre - Erik Schmidt, pallamanista tedesco
- 28 dicembre - Nikola Stevanović, ex cestista serbo
- 28 dicembre - Jakub Świerczok, calciatore polacco
- 28 dicembre - Lara van Ruijven, pattinatrice di short track olandese († 2020)
- 29 dicembre - Mohammed Khalvan, calciatore emiratino
- 29 dicembre - Buse Arslan, attrice turca
- 29 dicembre - Anthony Baron, calciatore francese
- 29 dicembre - Oz Blayzer, cestista israeliano
- 29 dicembre - Cristian Buonaiuto, calciatore italiano
- 29 dicembre - Jurgen Goxha, calciatore albanese
- 29 dicembre - Bəxtiyar Həsənalızadə, calciatore azero
- 29 dicembre - Nikolina Lončar, modella montenegrina
- 29 dicembre - Matīss Miknis, bobbista lettone
- 29 dicembre - Ruslan Murašov, pattinatore di velocità su ghiaccio russo
- 29 dicembre - Elhad Nəziri, allenatore di calcio e ex calciatore azero
- 29 dicembre - Théophile Onfroy, canottiere francese
- 29 dicembre - Mislav Oršić, calciatore croato
- 29 dicembre - Willie Smit, ciclista su strada sudafricano
- 29 dicembre - Brianté Weber, cestista statunitense
- 30 dicembre - Mohammed Abukhousa, velocista palestinese
- 30 dicembre - Parker Ehinger, giocatore di football americano statunitense
- 30 dicembre - Dinusha Gomes, sollevatrice singalese
- 30 dicembre - Natalie Korneitsik, modella e personaggio televisivo estone
- 30 dicembre - Pavlo M'jahkov, ex calciatore ucraino
- 30 dicembre - Fabijan Pavao Medvešek, attore, doppiatore e cantante croato
- 30 dicembre - Gary O'Donovan, canottiere irlandese
- 30 dicembre - John Orozco, ginnasta statunitense
- 30 dicembre - Luís Polastri, giocatore di football americano brasiliano
- 30 dicembre - Michael Eric Reid, attore statunitense
- 30 dicembre - Jalen Reynolds, cestista statunitense
- 30 dicembre - Donatas Sabeckis, cestista lituano
- 30 dicembre - Arpinder Singh, triplista indiano
- 30 dicembre - Ryan Tunnicliffe, calciatore inglese
- 30 dicembre - Thomas Walkup, cestista statunitense
- 30 dicembre - Karis Watson, pallavolista statunitense
- 30 dicembre - Carson Wentz, giocatore di football americano statunitense
- 30 dicembre - Maria Zuliani, calciatrice italiana
- 30 dicembre - Desiree van Lunteren, calciatrice olandese
- 31 dicembre - Jerell Adams, giocatore di football americano statunitense
- 31 dicembre - Jaylon Bather, calciatore bermudiano
- 31 dicembre - Asia Boyd, cestista statunitense
- 31 dicembre - Quinton Chievous, cestista statunitense
- 31 dicembre - Amy Cure, ex pistard e ciclista su strada australiana
- 31 dicembre - Ludwig De Winter, ex ciclista su strada belga
- 31 dicembre - Luis Manuel García, calciatore messicano
- 31 dicembre - Guilherme Clezar, tennista brasiliano
- 31 dicembre - Cherry Kiss, attrice pornografica serba
- 31 dicembre - Maodo Lô, cestista tedesco
- 31 dicembre - Giacomo Maspero, cestista italiano
- 31 dicembre - George Odhiambo, calciatore keniota
- 31 dicembre - Sebastian Ohlsson, calciatore svedese
- 31 dicembre - Mauricio Plenckauskas Cordeiro, ex calciatore brasiliano
- 31 dicembre - Genet Yalew, ex maratoneta e ex mezzofondista etiope
- 31 dicembre - Simone Zanotti, cestista italiano